# Robert Pasemann
Robert Pasemann (* 14. Dezember 1886 in Berlin-Charlottenburg; † 6. Oktober 1968 in Hannover) war ein deutscher Leichtathlet.
1908 qualifizierte er sich als Hochspringer und Riegenturner für die Olympischen Spiele in London, musste jedoch auf einen Start verzichten, nachdem er sich beim Turnen beide Arme gebrochen hatte.
Nachdem die Verletzung ausgeheilt war, konzentrierte er sich auf die Sprungdisziplinen der Leichtathletik. Von 1909 bis 1911 wurde er dreimal in Folge Deutscher Meister im Stabhochsprung. 1909 und 1910 holte er den nationalen Titel im Hochsprung, 1911 und 1912 im Weitsprung.
Bei den Olympischen Spielen 1912 in Stockholm wurde er Achter im Weitsprung und Elfter im Stabhochsprung.
Robert Pasemann startete bis 1910 für den Kieler FV 1900, 1911 für die Turngemeinde in Berlin und danach für den Berliner Sport-Club.

## Persönliche Bestleistungen
- Hochsprung: 1,923 m, 13. August 1911, Braunschweig
- Stabhochsprung: 3,79 m, 6. Juli 1913, Jena
- Weitsprung: 7,11 m, 1. Juli 1911, London